# Мескалин

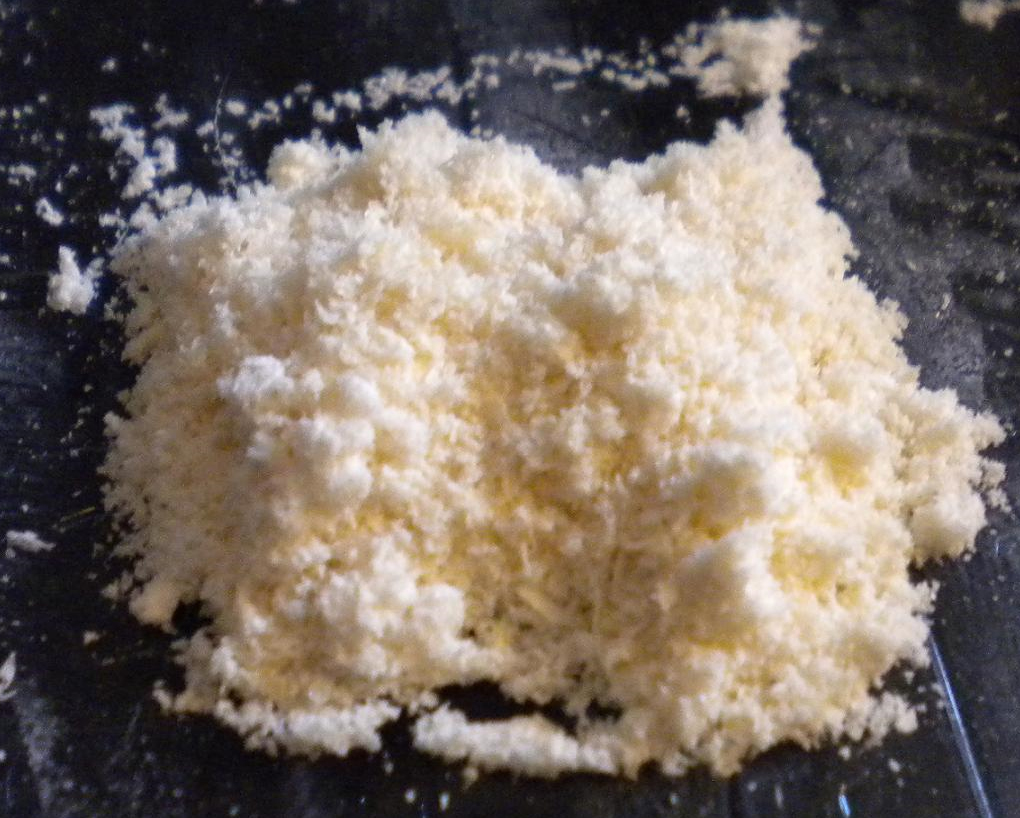
Натуральный мескалин, извлеченный из кактуса.

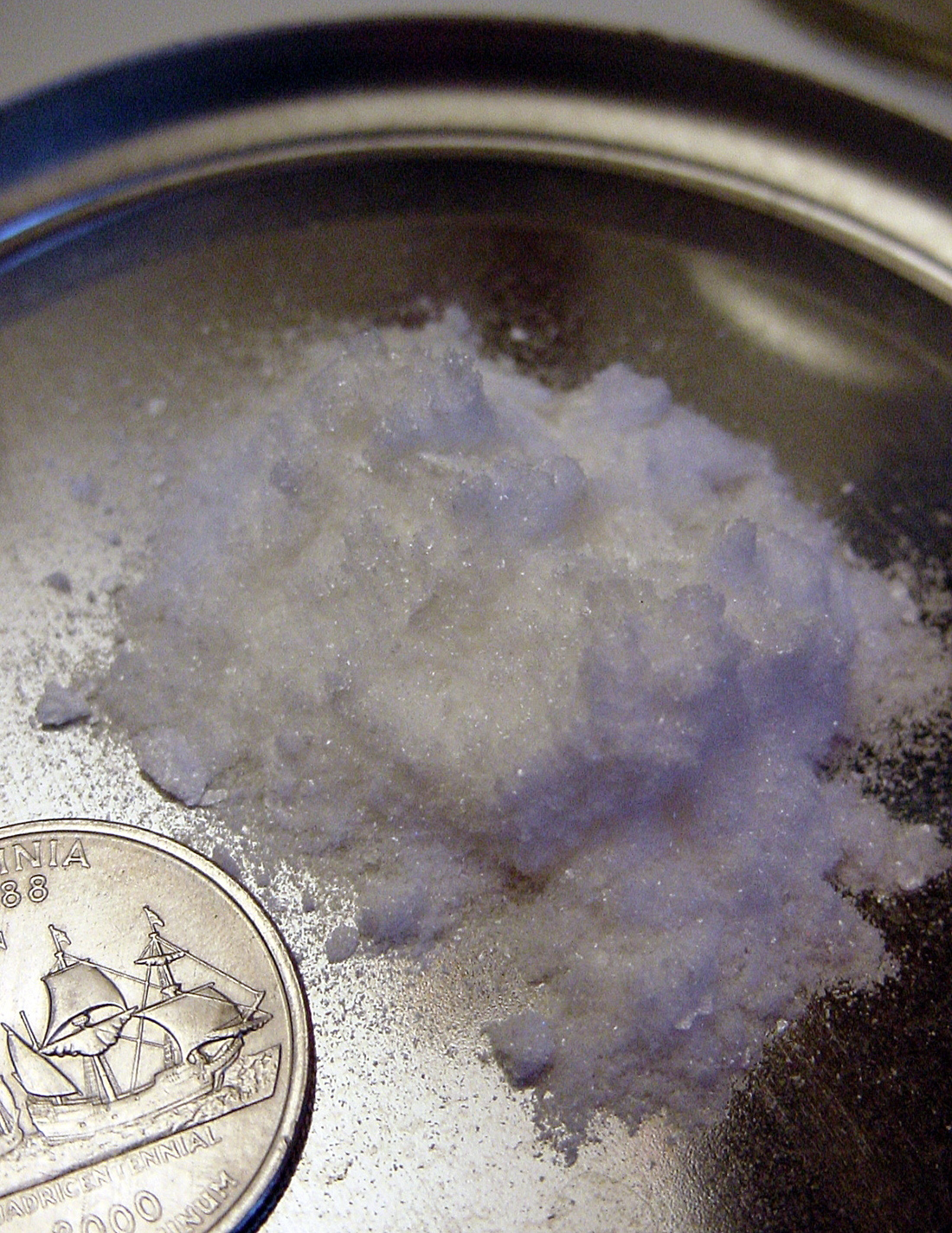
1 грамм синтетического мескалина

Мескали́н — психоделик, энтеоген из класса фенилэтиламинов. Один из старейших известных галлюциногенов и исходное соединение психоделических фенилэтиламинов, одного из трёх основных подклассов психоделических соединений.
В небольших количествах содержится в кактусах рода Lophophora (Lophophora williamsii) и Эхинопсис (Echinopsis pachanoi, Echinopsis peruviana).

## История
Это один из самых древних известных галлюциногенов, применение которого насчитывает 5700 лет. О свойствах некоторых кактусов издавна знали индейцы различных племён и употребляли эти растения во время религиозных церемоний.
Впервые в чистом виде мескалин был выделен из кактуса пейот (Lophophora williamsii) 23 ноября 1897 немецким химиком Артуром Хеффтером (кроме пейота, мескалин содержится также в кактусах Сан-Педро Echinopsis pachanoi, которые более популярны, нежели пейот, так как вырастают быстрее последнего). Позднее, в 1919 году, Эрнст Шпет впервые синтезировал мескалин химическим путём.
В 1927 году в Германии был опубликован первый научный труд, посвященный психофизиологическим эффектам мескалина «Der Meskalinrausch».
В мае 1953 года Олдос Хаксли впервые употребляет мескалин в дозе 400 мг и в 1954 году публикует эссе «Двери восприятия», описывающее его эксперимент.
Мескалин — важная часть жизни и работы Александра Шульгина. Он использовал мескалин в качестве отправной точки для синтеза десятков новых психоделических фенилэтиламиновых соединений, таких как семейства 2C-x и DOx, о которых написал в своей книге «PiHKAL»

## Фармакология
Мескалин является агонистом серотониновых рецепторов 5-HT2A и 5-HT2C. Он также оказывает воздействие через агонистическое связывание с норадреналиновыми α1A/2A и дофаминовыми D1/2/3 рецепторами. В целом, мескалин оказывает анксиолитическое действие на животных и улучшает просоциальное поведение, локомоцию и реактивность. У людей мескалин может вызывать эйфорию, галлюцинации, улучшение самочувствия и психического состояния, а также психотомиметические эффекты в натуралистической или религиозной обстановке.

## Дозировка и продолжительность
Средняя дозировка для перорального применения у мескалина гидрохлорида составляет 300 мг. Эффект начинает проявляться через 45—60 минут после употребления. Пик активности длится около 4 часов, после чего происходит спад продолжительностью также 4 часа. Сульфат мескалина немного менее активен при той же дозе.

## Эффекты

### Психотропные эффекты
- галлюцинации с открытыми или закрытыми глазами;
- заторможенность действий;
- изменение мыслительного процесса;
- иррациональность мыслительного процесса;
- мистические переживания;
- ускоренность мыслительного процесса;
- эйфория.

### Побочные эффекты
- головная боль;
- головокружение;
- диспептические расстройства (рвота);
- ощущение жара или холода (озноб);
- расширение зрачков;
- спутанность сознания;
- сухость слизистых оболочек, сухость во рту;
- тахикардия;
- чувство беспричинной тревоги или страха.

## Получение
Синтезируется искусственным путём из галловой кислоты, также может быть синтезирован из ванилина.
Получается из галловой кислоты и приведённых на схеме реагентов:

## Правовой статус
В большинстве стран производство и распространение мескалина запрещено законом (в том числе и в России).

### В России
Мескалин находится в списке I наркотических средств, запрещённых в Российской Федерации. Для целей 228, 228.1, 229 и 229.1 УК РФ значительным размером мескалина и его производных считается 0,5 г, крупным — 2,5 г, особо крупным — 500 г.

### В США
В США мескалин, как и пейот, находится в Списке I (англ. Schedule I). Это значит, что продажа, покупка, хранение, владение и распространение этих веществ без лицензии Управления по борьбе с наркотиками запрещены. Другие кактусы, содержащие мескалин, такие как Сан Педро, тоже контролируются.